# Rhodopemorpha
Ordre
Les Rhodopemorpha sont un ordre de mollusques gastéropodes nudibranches.

## Liste des familles
Selon Paleobiology Database (16 décembre 2018) :
- famille Rhodopidae